# Francesco Pisano
Francesco Pisano (Cagliari, 29 de abril de 1986) é um futebolista profissional italiano que atua como defensor destro. Atualmente, joga pelo clube Bolton.